# Aleksandra Jablotjkina
Aleksandra Aleksandrovna Jablotjkina (ryska: Александра Александровна Яблочкина), född 1866, död 1964, var en rysk och sovjetisk scenskådespelare.  
Nedslagskratern Yablochkina på planeten Venus är uppkallad efter henne.